# Temporada de Fórmula 3000 de 1993
A Temporada de Fórmula 3000 de 1993 foi a nona da história da categoria. Teve como campeão o francês Olivier Panis, da DAMS, e o vice foi o português Pedro Lamy, da Crypton Engineering.

## Mudanças técnicas
A temporada de 1993 foi a primeira da Fórmula 3000 que teve apenas um chassi para todas as equipes, mesmo que o regulamento permitisse a participação de outras fábricas. Em 1992, houve um consenso em um ciclo de 2 anos para o desenvolvimento de chassis, com o objetivo de reduzir os custos.

## Equipes e pilotos
| Equipe                 | Chassi      | Motor             | No. | Piloto                   | Rodadas  |
| ---------------------- | ----------- | ----------------- | --- | ------------------------ | -------- |
| Crypton Engineering    | Reynard 92D | Ford Cosworth DFV | 1   | Pedro Lamy               | Todas    |
| Crypton Engineering    | Reynard 92D | Ford Cosworth DFV | 2   | Guido Knycz              | 1-7      |
| Crypton Engineering    | Reynard 92D | Ford Cosworth DFV | 2   | Nicolas Leboisettier     | 8-9      |
| Forti Corse            | Reynard 93D | Ford Cosworth DFV | 3   | Olivier Beretta          | Todas    |
| Forti Corse            | Reynard 93D | Ford Cosworth DFV | 4   | Pedro Paulo Diniz        | Todas    |
| Il Barone Rampante     | Reynard 93D | Ford Cosworth AC  | 5   | Éric Angelvy             | 1-5      |
| Il Barone Rampante     | Reynard 93D | Ford Cosworth AC  | 6   | Jan Lammers              | 1-6      |
| Il Barone Rampante     | Reynard 92D | Ford Cosworth DFV | 7   | Vittorio Zoboli          | 1-4      |
| Pacific Racing         | Reynard 93D | Ford Cosworth AC  | 8   | David Coulthard          | Todas    |
| Pacific Racing         | Reynard 93D | Ford Cosworth AC  | 9   | Michael Bartels          | 1-7      |
| Pacific Racing         | Reynard 93D | Ford Cosworth AC  | 9   | Phil Andrews             | 8-9      |
| Apomatox               | Reynard 93D | Ford Cosworth DFV | 10  | Emmanuel Collard         | Todas    |
| Apomatox               | Reynard 93D | Ford Cosworth DFV | 11  | Jean-Christophe Boullion | Todas    |
| DAMS                   | Reynard 93D | Ford Cosworth AC  | 14  | Olivier Panis            | Todas    |
| DAMS                   | Reynard 93D | Ford Cosworth AC  | 15  | Franck Lagorce           | Todas    |
| Paul Stewart Racing    | Reynard 93D | Ford Cosworth AC  | 16  | Paul Stewart             | Todas    |
| Paul Stewart Racing    | Reynard 93D | Ford Cosworth AC  | 17  | Gil de Ferran            | Todas    |
| Vortex Motorsport      | Reynard 93D | Ford Cosworth AC  | 20  | Massimiliano Papis       | Todas    |
| Vortex Motorsport      | Reynard 93D | Ford Cosworth AC  | 21  | Paolo Delle Piane        | Todas    |
| CoBRa Motorsports      | Reynard 92D | Ford Cosworth DFV | 22  | Andrea Gilardi           | 3-6      |
| Apache Racing          | Reynard 92D | Ford Cosworth DFV | 22  | Dominic Chappell         | 8-9      |
| East Essex Racing      | Reynard 92D | Ford Cosworth DFV | 25  | Mark Albon               | 1        |
| Durango                | Reynard 92D | Ford Cosworth DFV | 25  | Domenico Gitto           | 4-5      |
| Durango                | Reynard 92D | Ford Cosworth DFV | 25  | Severino Nardozzi        | 6-9      |
| European Technique     | Reynard 92D | Ford Cosworth DFV | 26  | Giuseppe Bugatti         | 3-7      |
| European Technique     | Reynard 92D | Ford Cosworth DFV | 26  | Constantino Júnior       | 8-9      |
| European Technique     | Reynard 92D | Ford Cosworth DFV | 27  | Phil Andrews             | 8-9      |
| TOM's Racing Team      | Reynard 93D | Ford Cosworth DFV | 30  | Hideki Noda              | 1-3, 4-9 |
| Mythos Racing          | Reynard 93D | Judd KV           | 31  | Giampiero Simoni         | Todas    |
| Mythos Racing          | Reynard 93D | Judd KV           | 32  | Vincenzo Sospiri         | Todas    |
| Nordic Racing          | Reynard 93D | Ford Cosworth AC  | 33  | Alessandro Zampedri      | Todas    |
| Omegaland              | Reynard 92D | Judd KV           | 35  | Yvan Muller              | Todas    |
| Omegaland              | Reynard 92D | Judd KV           | 36  | Jérôme Policand          | Todas    |
| PTM 3000               | Reynard 93D | Ford Cosworth AC  | 38  | Constantino Júnior       | 1-7      |
| PTM 3000               | Reynard 92D | Judd KV           | 39  | Phil Andrews             | 1        |
| Tom Walkinshaw Racing  | Reynard 93D | Ford Cosworth AC  | 39  | Jordi Gené               | 4-9      |
| Mönninghoff Racing     | Reynard 92D | Ford Cosworth DFV | 40  | Antonio Tamburini        | 1-3      |
| Mönninghoff Racing     | Reynard 92D | Ford Cosworth DFV | 41  | Klaus Panchyrz           | 1-2      |
| Automotive Consultancy | Reynard 92D | Ford Cosworth DFV | 42  | Hilton Cowie             | 1-2      |
| Automotive Consultancy | Reynard 92D | Ford Cosworth DFV | 42  | Enrico Bertaggia         | 3-9      |

## Calendário
| Prova  | Grande Prêmio                         | Data          | Circuito          |
| ------ | ------------------------------------- | ------------- | ----------------- |
| 1      | Grande Prêmio de Donington de F3000   | 3 de maio     | Donington Park    |
| 2      | BRDC International Trophy             | 9 de maio     | Silverstone       |
| 3      | Grande Prêmio de Pau                  | 31 de maio    | Pau               |
| 4      | Grande Prêmio do Mediterrâneo         | 18 de julho   | Enna-Pergusa      |
| 5      | Grande Prêmio de Hockenheim de F3000  | 24 de julho   | Hockenheimring    |
| 6      | Grande Prêmio de Nürburgring de F3000 | 22 de agosto  | Nürburgring       |
| 7      | Grande Prêmio da Bélgica de F3000     | 28 de agosto  | Spa-Francorchamps |
| 8      | Grande Prêmio de Magny-Cours de F3000 | 3 de outubro  | Magny-Cours       |
| 9      | Grande Prêmio de Nogaro               | 10 de outubro | Nogaro            |
| Fonte: |                                       |               |                   |

## Classificação

### Pontuação
A pontuação para os pilotos era distribuída da seguinte maneira:
| 1º | 2º | 3º | 4º | 5º | 6º |
| -- | -- | -- | -- | -- | -- |
| 9  | 6  | 4  | 3  | 2  | 1  |

| Cor      | Resultado             |
| -------- | --------------------- |
| Ouro     | Vencedor              |
| Prata    | 2º lugar              |
| Bronze   | 3º lugar              |
| Verde    | 4º- 6º lugar          |
| Azul     | Terminou, sem pontos  |
| Roxo     | Retirou-se            |
| Vermelho | Não se qualificou     |
| Preto    | Desclassificado (DSQ) |
| Branco   | Não largou (DNS)      |
| Negrito  | Pole position         |
| Itálico  | Volta mais rápida     |

### Tabela final
| Pos                       | Piloto                   | DON | SIL | PAU | PER | HOC | NUR | SPA | MAG | NOG | Pts |
| ------------------------- | ------------------------ | --- | --- | --- | --- | --- | --- | --- | --- | --- | --- |
| 1                         | Olivier Panis            | 3   | 6   | Ret | Ret | 1   | 1   | 1   | 10  | Ret | 32  |
| 2                         | Pedro Lamy               | 2   | Ret | 1   | 8   | 2   | 4   | 4   | 3   | 16  | 31  |
| 3                         | David Coulthard          | 13  | 2   | 2   | 1   | Ret | 7   | 3   | Ret | 2   | 25  |
| 4                         | Franck Lagorce           | 8   | 4   | 7   | 11  | DNS | 11  | 10  | 1   | 1   | 21  |
| 4                         | Gil de Ferran            | Ret | 1   | Ret | Ret | Ret | 2   | 2   | Ret | 7   | 21  |
| 6                         | Olivier Beretta          | 1   | 10  | 4   | Ret | 4   | 5   | 13  | 9   | 4   | 20  |
| 7                         | Vincenzo Sospiri         | Ret | Ret | 6   | 2   | 3   | 6   | 5   | 4   | Ret | 16  |
| 8                         | Jean-Christophe Boullion | 7   | Ret | Ret | Ret | Ret | 9   | Ret | 2   | 2   | 12  |
| 9                         | Paul Stewart             | 5   | 5   | 3   | Ret | DNS | Ret | 6   | 6   | Ret | 10  |
| 10                        | Massimiliano Papis       | 4   | Ret | 5   | Ret | Ret | 15  | Ret | Ret | 6   | 6   |
| 11                        | Michael Bartels          | Ret | 3   | Ret | Ret | Ret | Ret | Ret |     |     | 4   |
| 11                        | Alessandro Zampedri      | Ret | DSQ | DNQ | Ret | Ret | 3   | Ret | Ret | 10  | 4   |
| 11                        | Emmanuel Collard         | 10  | Ret | Ret | 9   | Ret | 8   | 8   | Ret | 3   | 4   |
| 11                        | Jérôme Policand          | 12  | 7   | Ret | 3   | Ret | 13  | 7   | 7   | 18  | 4   |
| 15                        | Jan Lammers              | 9   | 9   | 10  | 4   | 7   | Ret |     |     |     | 3   |
| 15                        | Nicolas Leboissetier     |     |     |     |     |     |     |     | 4   | 8   | 3   |
| 17                        | Paolo delle Piane        | Ret | 8   | Ret | Ret | 5   | Ret | 9   | Ret | Ret | 2   |
| 17                        | Enrico Bertaggia         |     |     | DNQ | 5   | DNQ | 20  | Ret | Ret | 12  | 2   |
| 17                        | Yvan Muller              | Ret | Ret | Ret | Ret | Ret | Ret | 11  | Ret | 5   | 2   |
| 17                        | Andrea Gilardi           |     |     | 8   | 6   | 6   | 14  |     |     |     | 2   |
| 21                        | Giampiero Simoni         | 6   | Ret | Ret | Ret | Ret | 12  | Ret | Ret | 9   | 1   |
| Pilotos que não pontuaram |                          |     |     |     |     |     |     |     |     |     |     |
| 22                        | Pedro Paulo Diniz        | Ret | Ret | DNQ | 7   | Ret | 16  | 14  | 11  | 14  | 0   |
| 22                        | Jordi Gené               |     |     |     | Ret | 8   | 10  | 12  | Ret | Ret | 0   |
| 22                        | Constantino Junior       | Ret | Ret | DNQ | DNQ | Ret | 17  | 17  | 8   | 15  | 0   |
| 22                        | Hideki Noda              | Ret | 11  | 9   |     | Ret | 19  | 15  | Ret | 11  | 0   |
| 22                        | Guido Knycz              | DNQ | 13  | DNQ | 10  | Ret | 18  | 16  |     |     | 0   |
| 22                        | Antonio Tamburini        | 11  | Ret | Ret |     |     |     |     |     |     | 0   |
| 22                        | Vittorio Zoboli          | Ret | 12  | DNQ | Ret |     |     |     |     |     | 0   |
| 22                        | Dominic Chappell         |     |     |     |     |     |     |     | 12  | Ret | 0   |
| 22                        | Domenico Gitto           |     |     |     | 12  | DNQ |     |     |     |     | 0   |
| 22                        | Phil Andrews             | 14  |     |     |     |     |     |     | Ret | 13  | 0   |
| 22                        | Severino Nardozzi        |     |     |     |     |     | DNQ | 18  | Ret | 17  | 0   |
| 22                        | Klaus Panchyrz           | DNQ | NC  |     |     |     |     |     |     |     | 0   |
| 22                        | Giuseppe Bugatti         |     |     | Ret | Ret | Ret | Ret | Ret |     |     | 0   |
| 22                        | Éric Angelvy             | Ret | Ret | Ret | DNQ | Ret |     |     |     |     | 0   |
| 22                        | Mark Albon               | Ret |     |     |     |     |     |     |     |     | 0   |
| 22                        | Hilton Cowie             | DNQ | DNQ |     |     |     |     |     |     |     | 0   |